# Antonio Berlese
Antonio Berlese, född 26 juni 1863 och död 24 oktober 1927, var en italiensk zoolog.
Berlese blev 1886 assistent vid entomologisak anstalten i Padua, 1890 professor i zoologi vid lantbrukshögskolan i Portici och 1903 direktör för entomologiska anstalten i Florens. Som praktisk entomolog är Berlese mest känd genom sin viktiga upptäckt, att den för mullbärsträdet och däremt också för silkesodlingen ytterst skadliga sköldlusen Dia'spis pentago'na effektivt kunde bekämpas genom att från Nordamerika införa dess parasit, stekeln Prospalte'lla berle'sei, samt genom åtgärder för bekämpandet av olivflugan, Dacus o'leæ. Berlese bearbetade även i en mängd verk kvalstren och har ansetts som den främste forskaren på området. Dessutom utgav han det viktiga arbetet Gli insetti (2 band 1909-25), där han gjorde en sammanfattande framställning av insekternas byggnad, utveckling och levnadssätt.